# Kanton Thiais
Kanton Thiais is een kanton van het Franse departement Val-de-Marne. Kanton Thiais maakt deel uit van het arrondissement L'Haÿ-les-Roses en telt 54.119 inwoners in 2017.

## Gemeenten
Het kanton Thiais omvatte tot 2014 enkel de gemeente Thiais.
Bij de herindeling van de kantons door het decreet van 17 februari 2014, met uitwerking in maart 2015, werden de volgende gemeenten aan het kanton toegevoegd:
- Chevilly-Larue
- Rungis